# Salman Taseer

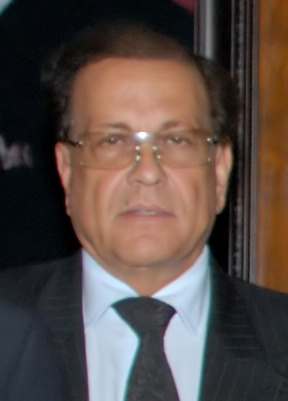
Salman Taseer (2009)

Salman Taseer (Urdu سلمان تاثیر; * 12. Juni 1946 in Shimla; † 4. Januar 2011 in Islamabad) war ein pakistanischer Geschäftsmann, Autor und Politiker der Pakistanischen Volkspartei (PPP). Vom 15. Mai 2008 bis zu seiner Ermordung am 4. Januar 2011 durch einen seiner Leibwächter, einen radikalen Islamisten, war er der 26. Gouverneur der Provinz Punjab. Er galt als enger Vertrauter des pakistanischen Staatspräsidenten Asif Ali Zardari und dessen 2007 ermordeter Ehefrau Benazir Bhutto.

## Leben

### Privatleben
Salman Taseer war mit Aamna Taseer verheiratet, mit der er drei Kinder hatte. Aus einer früheren Ehe hatte er weitere drei Kinder. Zudem bekam er mit der indischen Schriftstellerin und Journalistin Tavleen Singh einen außerehelichen Sohn, den Schriftsteller und Journalisten Aatish Taseer, der 1980 geboren wurde. Dessen Buch Terra Islamica: Auf der Suche nach der Welt meines Vaters (Originaltitel: Stranger to History: A Son’s Journey through Islamic Lands) über die schwierige Beziehung zu seinem Vater und dessen Religion war in Asien ein Bestseller.
Als Salman Taseer die St. Anthony’s High School in Lahore besuchte, gehörte sein späterer politischer Erzrivale Nawaz Sharif (Premierminister 1990–93 und 1997–99) zu seinen Mitschülern.

### Politische Karriere
Salman Taseer begann seine politische Karriere gegen Ende der 1960er Jahre als Student, als er Anhänger der Pakistanischen Volkspartei (PPP) von Zulfikar Ali Bhutto wurde. In der Folgezeit wurde er einer der zentralen Nachwuchspolitiker Pakistans und engagierte sich aktiv in einer Bewegung gegen die Verhaftung und spätere Hinrichtung von Zulfikar Ali Bhutto, über den er später eine politische Biographie veröffentlichte. Bei den Wahlen 1988 wurde er für seinen Heimatdistrikt Lahore in die Provinzversammlung von Punjab gewählt. Bei den Wahlen 1990 und 1993 scheiterte er jeweils mit seiner Kandidatur für einen Sitz in der pakistanischen Nationalversammlung, weshalb er für die Wahlen 1997 seinen Wahlbezirk innerhalb von Lahore wechselte, jedoch erneut mit seiner Kandidatur scheiterte. Anschließend verließ Taseer die Politik und konzentrierte sich auf seine Tätigkeit als Geschäftsmann.
2007 kehrte er auf die politische Bühne zurück und wurde zum Minister auf Bundesebene ernannt. Zuständig war er von November 2007 bis März 2008 in der Übergangsregierung unter Ministerpräsident Muhammad Mian Soomro für Industrie, Produktion und Spezialbedarf.
Am 15. Mai 2008 wurde Taseer zum Nachfolger von Lt. General Khalid Maqbool auf dem Posten des Gouverneurs seiner Heimatprovinz Punjab ernannt und zwei Tage später vereidigt. Seine Ernennung wurde durch die konkurrierende Pakistanische Muslimliga mit Argwohn bedacht und von deren Führer Chaudhry Nisar Ali Khan als Teil einer Verschwörung bezeichnet.

### Politische Kontroversen
Taseer gehörte als liberaler Politiker zu den schärfsten Gegnern der pakistanischen Taliban. Er sprach offen über deren Existenz in der Provinz Punjab, aber auch, dass diese in seiner Heimatprovinz keinen Rückhalt hätten, dass sie nicht im Parlament vertreten und auch in der Bevölkerung unbeliebt seien. Der regierenden Muslimliga warf er immer wieder vor, dass sie Extremisten toleriere, wenn nicht sogar aktiv unterstütze.
Taseer befürwortete eine Änderung der Verfassung, in der die Anhänger der Ahmadiyya-Glaubensgemeinschaft als Nicht-Muslime gelten. Zudem stellte er sich öffentlich in einem Fernsehinterview gegen das Todesurteil gegen die Christin Asia Bibi wegen Blasphemie und kritisierte das pakistanische Blasphemiegesetz. Premierminister Asif Ali Zardari forderte er auf, Asia Bibi zu begnadigen, da sie keinen fairen Prozess erhalten habe. Auch andere Mitglieder seiner Familie unterstützen gemeinsam mit Taseer Asia Bibi. Unter anderem traf er, zusammen mit seiner Frau und einer seiner Töchter, am 20. November 2010 persönlich mit Bibi in dem Gefängnis zusammen, in dem sie auf ihre Todesstrafe wartete.
Aufgrund einer nichtangemeldeten mehrtägigen Auslandsreise nach Sri Lanka im Dezember 2010 und der fehlenden Benachrichtigung des Sprechers der Provinzversammlung von Punjab, die deshalb nicht ihrer Arbeit nachgehen konnte, wurde gegen Taseer eine Klage wegen Verfassungsbruchs eingereicht und sein Rücktritt gefordert.

### Karriere als Geschäftsmann
Nach mehreren gescheiterten Kandidaturversuchen für einen Sitz in der Nationalversammlung Pakistans entschloss sich Salman Taseer 1995 die Maklerfirma First Capital Securities Corporation (FCSC) zu gründen. Ein Jahr später gründete er das in Pakistan operierende Telekommunikationsunternehmen WorldCall. Ein Anteil von 65 % am Unternehmen wurde 2008 von Oman Telecommunications Company, dem größten Telekommunikationsunternehmen des Oman, für 200 Millionen US-Dollar erworben.
Taseer war darüber hinaus auch umfangreich in der Medienlandschaft tätig. Er besaß den Nachrichtensender Business Plus und den Kindersender Wikkid Plus. Zudem war er der Besitzer der 2002 gegründeten liberalen englischsprachigen pakistanischen Tageszeitung Daily Times.

### Attentat
Am 4. Januar 2011 wurde Salman Taseer in Islamabad in der Nähe seines Hauses von seinem Leibwächter, der einer Elite-Polizeieinheit angehörte, mit dessen Dienstwaffe, einer AK-47, von hinten erschossen, als er gerade aus seinem Auto ausstieg. Anschließend stellte sich der Täter selbst den Behörden und gab als Motiv Taseers Äußerungen bezüglich des Blasphemiegesetzes und den Fall Asia Bibi an. Nach Bekanntwerden des Attentats kam es zu Protesten in Punjab und dort vor allem in Lahore. Der pakistanische Premierminister Yousaf Raza Gilani kündigte eine schnelle Untersuchung des Tathergangs sowie eine dreitägige Staatstrauer an. Taseers PPP verkündete eine zweiwöchige Trauerzeit innerhalb der Partei.
Am 5. Januar 2011 wurde Taseer in seiner Heimatstadt Lahore beigesetzt. Zur Trauerfeier versammelten sich bis zu 6.000 Menschen an dessen Residenz. Gleichzeitig wurde die Ermordung Taseers wegen dessen Kritik am Blasphemiegesetz und an den islamistischen Hadood Ordinances von mehreren Hundert Geistlichen der in Pakistan einflussreichen islamischen Organisation Jamaat Ahle Sunnat, die der orthodox-sunnitischen Barelwī-Bewegung angehört, begrüßt und der Attentäter als Held gefeiert. Auch bei seiner Ankunft vor Gericht wurde der Attentäter von zahlreichen Personen bejubelt. Innenminister Rehman Malik gab am 5. Januar 2011 bekannt, dass der Täter sich freiwillig für die Bewachung Taseers gemeldet hatte und dass der für die Einteilung der Sicherheitsleute zuständige Sicherheitsmann befragt wurde, um herauszufinden, ob der Täter alleine oder mithilfe von anderen Personen innerhalb des Sicherheitsapparats gehandelt habe.
Am 1. Oktober 2011 wurde der geständige Attentäter, der zu diesem Zeitpunkt 26 Jahre alte Pakistani Mumtaz Qadri, von einem Gericht in Rawalpindi wegen Terror und Mordes zum Tode verurteilt. Der Richter, welcher das Urteil gesprochen hatte, verließ wegen Drohungen von Extremisten das Land. Das oberste Gericht Pakistans bestätigte im Oktober 2015 in einer Berufungsverhandlung das Todesurteil.
Zwei Monate nach Taseer wurde mit Shahbaz Bhatti am 2. März 2011 ein weiterer Politiker ermordet, der sich für Asia und gegen die islamistischen Gesetze eingesetzt hatte.
Am 29. Februar 2016 wurde Mumtaz Qadri im Zentralgefängnis von Rawalpindi gehängt. Daraufhin blockierten Demonstranten mehrere Straßen und verbrannten Autoreifen und Bildnisse von Nawaz Sharif. Der öffentliche Busverkehr wurde eingestellt und Schulen geschlossen. Bei den Unruhen wurden mehrere Menschen verletzt. Mit einem Selbstmordanschlag auf ein Gericht „rächte“ ein bekennender Taliban in der folgenden Woche die Hinrichtung und tötete 13 Personen.

## Entführung seines Sohnes
2011 wurde Taseers Sohn Shahbaz Taseer entführt. Er wurde Anfang März 2016 von paramilitärischen Grenztruppen bei Kuchlak in der Provinz Belutschistan befreit.